# Lämna mej inte ensam
Lämna mej inte ensam är en svensk långfilm från 1980 i regi av Jan Halldoff. I filmen medverkar den numera avlidne ishockeymålvakten Pelle Lindbergh, vilket kom att bli den enda filmrollen han gjorde.

## Handling
Femtonåriga Sofi (Lena Löfström) har en dålig relation till sina föräldrar. Istället söker hon tröst hos pojkvännen Magnus (Pelle Lindbergh), som emellertid är mer intresserad av sina fritidsaktiviteter.
Magnus har bestämt att paret ska ut på en resa och Sofi behöver pengar till denna. För att kunna införskaffa dessa prostituerar hon sig på Malmskillnadsgatan i Stockholm och där träffar hon Pia (Anki Lidén), som hon blir vän med.
När Magnus får veta att Sofi har prostituerat sig gör han omedelbart slut och berättar dessutom för Sofis föräldrar.

## Rollista
- Lena Löfström - Sofi
- Anki Lidén - Pia
- Pelle Lindbergh - Magnus, Sofis Pojkvän
- Gunvor Pontén - Mariann, Sofis mor
- Niels Dybeck - Rudolf, Sofis far
- Carl-Axel Heiknert - "Irland", snacktorsk
- Nikola Janic - Jens, hallick
- Bo Halldoff - "Västeråsdirektören", torsk
- Dennis Agerstig - boxare
- Tove Frisch - prostituerad
- Wallis Grahn - prostituerad
- Marian Gräns - prostituerad
- Marit Hedenlund - prostituerad
- Christer Jonsson - torsk
- Erika Kinnunen - prostituerad
- Ove Lundby - boxare
- Rolf Pettersson - boxningstränare
- Anita Söderberg - prostituerad
- Sven Söderström - torsk
- Elisabeth Temperley - prostituerad